# أبو سلطان
أبو سلطان إحدى قرى مركز فايد التابع لمحافظة الإسماعيلية بجمهورية مصر العربية.